# Zenza do Itombe
Zenza do Itombe – miasto w Angoli, w prowincji Kwanza Północna.